# Seniakovce
Seniakovce este o comună slovacă, aflată în districtul Prešov din regiunea Prešov. Localitatea se află la altitudinea de 206 m deasupra n.m., se întinde pe o suprafață de 2,58 km2 și în 2017 număra 144 de locuitori. Se învecinează cu comuna Bretejovce.

## Istoric
Localitatea Seniakovce este atestată documentar din 1289.

## Demografie
| An:                | 1994 | 2004    | 2014    | 2024    |
| ------------------ | ---- | ------- | ------- | ------- |
| Număr de persoane: | 101  | 121     | 135     | 187     |
| Diferență:         |      | +19,80% | +11,57% | +38,51% |

| An:                | 2023 | 2024   |
| ------------------ | ---- | ------ |
| Număr de persoane: | 175  | 187    |
| Diferență:         |      | +6,85% |